# Альфа Центавра B b
Альфа Центавра B b — экзопланета, факт существования которой был опровергнут. Предполагалось, что она обращается вокруг более тусклого компонента двойной системы Альфа Центавра, звезды Альфа Центавра B. Расстояние от Солнечной системы до системы Альфа Центавра — примерно 4,37 световых лет. Из всех известных на октябрь 2012 года экзопланет она считалась ближайшей к Солнечной системе. Она также считалась наименьшей по массе планетой из всех, которые были обнаружены у звёзд солнечного типа. Объявление об открытии планеты в октябре 2012 года получило широкое освещение в СМИ, её обнаружение рассматривалось как важное событие в проектах по исследованию экзопланет.

## Существование
Начиная с февраля 2008 года и до июля 2011 года группа европейских астрономов из Женевской обсерватории проводила измерения мельчайших отклонений радиальной скорости звезды Альфа Центавра B, вызванных гравитационным воздействием находящейся там планеты. Исследования проводились в обсерватории Ла-Силья, Чили. 16 октября 2012 года было объявлено об открытии планеты земной массы, обращающейся вокруг Альфы Центавра B. Открытие планеты было совершено с помощью спектрографа HARPS методом доплеровской спектроскопии, который является чрезвычайно точным: гравитация планеты вызывает колебания радиальной скорости звезды равной примерно 51 см/с (1,8 км/ч). Вероятность ложного обнаружения оценивается в одно на тысячу. Калифорнийская группа астрономов, наблюдавшая спектр альфа Центавра B с помощью спектрографа HIRES в обсерватории Кека, не обнаружила в полученных данных колебаний лучевой скорости звезды, вызванных возмущением от планеты Альфа Центавра B b. Другие научные группы предположили, что слабое колебание лучевой скорости, обнаруженное европейскими астрономами, может быть кратно периоду собственного вращения звезды или иметь иную природу, связанную со звёздной активностью.
20 октября 2015 года британские астрономы, повторно проанализировавшие ряд из 459 измерений лучевой скорости звезды Альфа Центавра B, проведённых женевской группой астрономов, пришли к выводу, что планеты Альфа Центавра B b не существует, а 3,26-дневный период колебаний обусловлен особенностями обработки данных.

## Родительская звезда
Альфа Центавра В представляет собой оранжевый карлик спектрального класса K1 V с массой и радиусом 0,93 и 0,86 солнечных, соответственно. Светимость звезды составляет всего 50 % солнечной. Эта звезда — второй компонент тройной системы Альфа Центавра. В систему входят двойная звезда α Центавра А и α Центавра B, а также тусклый, невидимый невооружённым глазом красный карлик — Проксима Центавра. Компоненты А и В находятся на среднем расстоянии 23,4 а.е. друг от друга и обращаются вокруг общего центра масс по вытянутой эллиптической орбите (эксцентриситет 0,5179) за 79,91 лет.
Астросейсмические анализы хромосферной активности и вращения звёзд A и B показывают, что система Альфа Центавра, по-видимому, старше Солнечной системы, её возраст оценивается от 4,5 до 7 миллиардов лет.

## Предполагавшиеся характеристики
Предполагалось, что планета представляет собой суперземлю с массой, превышающей массу Земли, как минимум, в 1,13 раза; точное значение пока не установлено из-за отсутствия данных о наклонении орбиты к лучу зрения земного наблюдателя. Учёные из Корнеллского университета промоделировали различные параметры орбиты экзопланеты с учётом эффекта Лидова-Козаи и пришли к выводу, что масса планеты составляет 2,7 массы Земли.
Из-за очень близкого расположения к светилу планеты Альфа Центавра B b (0,04 а.е. (6 млн км)) не попадает в обитаемую зону. Предполагалось, что планета обращалась вокруг материнской звезды за 3,236 земных дня, находясь в спин-орбитальном резонансе со своей звездой, будучи повёрнута к ней всегда одной стороной.
Температура поверхности планеты оценивалась приблизительно в 1200 °C (1473 K), что выше температуры плавления большинства видов силикатной магмы. Для сравнения, средняя температура на поверхности Венеры, самой горячей планеты в Солнечной системе, составляет 462 °C (735 K).